# 캘리포니아주도 제18호선

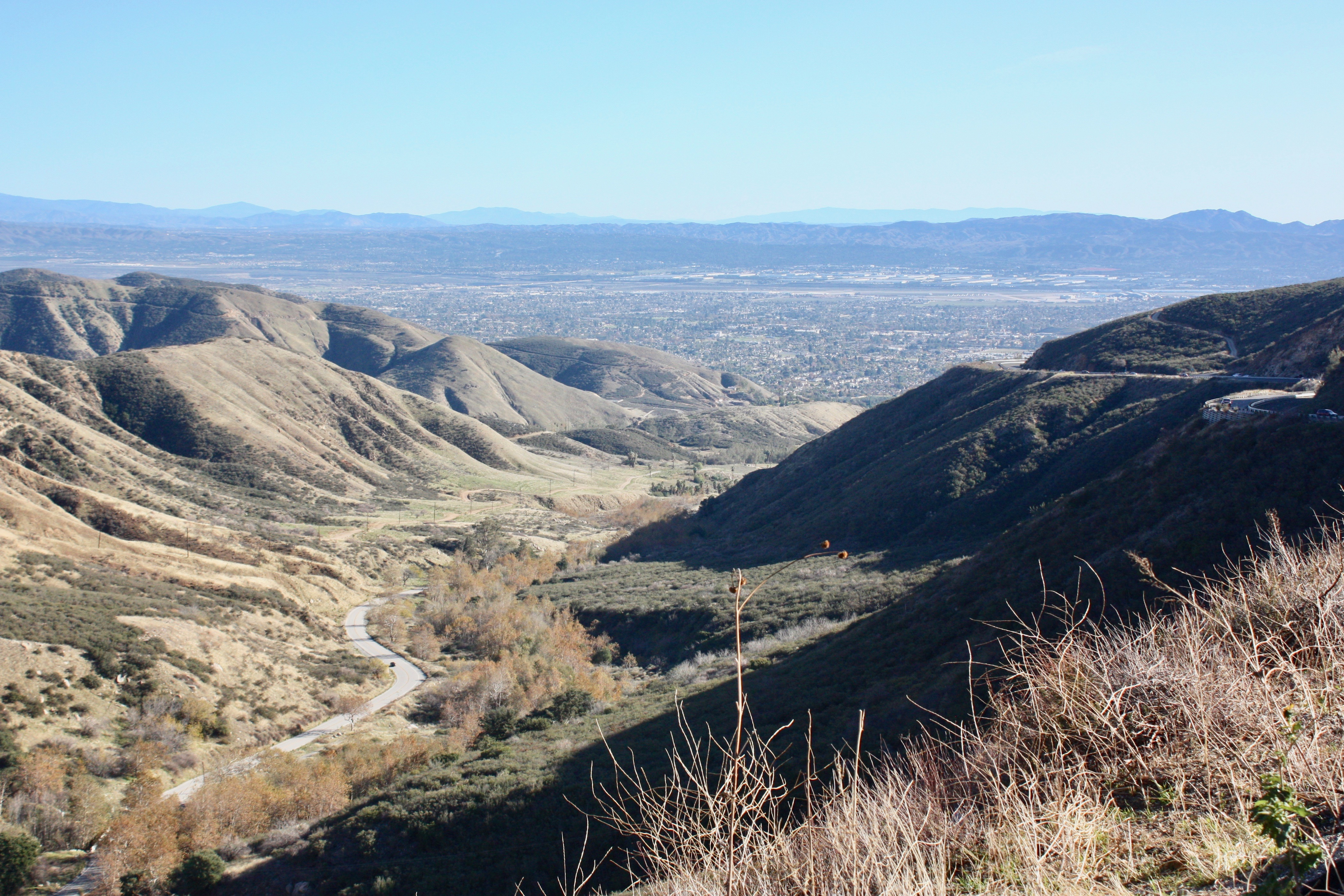
캘리포니아주도 제18호선에서 바라본 샌버나디노의 주변 풍경.

캘리포니아주도 제18호선(California State Route 18)은 미국 캘리포니아주의 샌버너디노에서 피어블로섬까지 이르는 주도로, 총 연장은 117.21 마일 (188.63 km)이다. 주요 경로상으로 볼 때 주내의 남부 지역에서 샌버나디노산맥으로 거치는 주요 경로로, 남부의 샌버나디노 메트로폴리탄과 북쪽의 모하비 사막을 통과한다. 다만 이 도로는 기점에서는 SR 210을, 종점에서는 SR 138을 접촉하고 있는 도로이다. 다만, 노선 선형상으로 볼 때 101번 국도와 비슷한 굴곡을 가지고 있는 것 외에도 역 ㄷ자형의 선형을 이루고 있다.

## 접촉하고 있는 도로
- 주간고속도로 : 주간고속도로 제15호선
- 국도 : 국도 제395호선(영어판)
- 주도 : 다음과 같음
  - 캘리포니아주도 제210호선
  - 캘리포니아주도 제138호선
  - 캘리포니아주도 제173호선
  - 캘리포니아주도 제330호선
  - 캘리포니아주도 제38호선
  - 캘리포니아주도 제247호선

## 통과하는 군별 주요 지역
- 샌버너디노군
  - 샌버너디노 - 러닝스프링즈(영어판) - 빅베어레이크 - 빅베어시티(영어판) - 루선밸리(영어판) - 빅터빌 - 아델란토
- 로스앤젤레스군
  - 라노(영어판)

## 참고 자료
- Roger G. Hatheway (2007). 《Rim of the World Drive》. Images of America. Arcadia Publishing. ISBN 978-0-7385-4770-1.